# Мамбеталиев, Саламат
Саламат Мамбеталиев (23 июля 1991) — киргизский футболист, полузащитник., мастер спорта КР Также играет в мини-футбол за сборную Кыргызстана.

## Биография
В высшей лиге Кыргызстана дебютировал в сезоне 2008 года за клуб «Абдыш-Ата-91» — резервную команду «Абдыш-Аты». В дальнейшем выступал в высшей лиге за клубы «Камбар-Ата» (Джалалабад), «Алга», «Абдыш-Ата». Наивысший успех — бронзовые медали чемпионата Кыргызстана в составе «Абдыш-Аты» в 2013 году. После некоторого перерыва вернулся в высшую лигу в 2016 году в составе «Кара-Балты».
Выступал за молодёжную сборную Кыргызстана. Участник Кубка Содружества в Санкт-Петербурге (РФ) в 2013 году, на турнире сыграл 5 матчей и забил один гол казахстанской сборной.
Также выступал в мини-футболе за клубы чемпионата Кыргызстана «Эмгек» и"Алга". Выходил на поле в матчах национальной сборной по мини-футболу
-Обладатель Кубка Кыргызстана по футзалу 2015, 2017, 2019.